# فيليب بال
فيليب بال (بالإنجليزية: Philip Ball)‏ هو صحفي وفيزيائي وكاتب وكيميائي بريطاني، ولد في 8 أكتوبر 1962.
مُنح وسام محاضرة ويلكينز برنال ميدوار لعام 2022 من الجمعية الملكية  لتميزه في موضوع يتعلق بتاريخ العلوم أو فلسفة العلوم أو الوظيفة الاجتماعية للعلم.

## وصلات خارجية
- فيليب بال على موقع أرشيف الشارخ.
- الموقع الرسمي